# Arrondissement de Zollernalb
L'arrondissement de Zollernalb est un arrondissement (« Landkreis » en allemand) de Bade-Wurtemberg (Allemagne) situé dans le district (« Regierungsbezirk » en allemand) de Tübingen. 
Son chef-lieu est Balingen.

## Tableau Général des Communes

Localisation des communes dans l'arrondissement

| Unité Territoriale      | Statut                        | Nbre Quartiers Ortsteile/Stadtteile | Bourgmestre (Parti)               | Code Postal    | Indicatif Téléphonique            | Code Plaque Minéralogique | Superficie | Population | Date population | Densité |
| ----------------------- | ----------------------------- | ----------------------------------- | --------------------------------- | -------------- | --------------------------------- | ------------------------- | ---------- | ---------- | --------------- | ------- |
| Albstadt                | Grande Ville d'Arrondissement | 9                                   | Klaus Konzelmann                  | 72458 à 72461  | +49-07431, +49-07432 +49-07435    | BL, HCH                   | 134,41 km² | 44 431     | 31/12/2015      | 330,56  |
| Balingen                | Grande Ville d'Arrondissement | 13                                  | Helmut Reitemann (CDU)            | 72336          | +49-07433                         | BL, HCH                   | 90,34 km²  | 33 640     | 31/12/2015      | 372,37  |
| Bisingen                | Commune                       | 5                                   | Roman Waizenegger (apparenté CDU) | 72379 et 72406 | +49-07471 et +49-07476            | BL, HCH                   | 32,84 km²  | 9 304      | 31/12/2015      | 283,31  |
| Bitz                    | Commune                       | 1                                   | Hubert Schiele                    | 72475          | +49-07431                         | BL, HCH                   | 8,82 km²   | 3 624      | 31/12/2015      | 410,88  |
| Burladingen             | Commune                       | 10                                  | Harry Ebert                       | 72393          | +49-07475                         | BL, HCH                   | 123,33 km² | 12 157     | 31/12/2015      | 98,57   |
| Dautmergen              | Commune                       | 1                                   | Hans Joachim Lippus               | 72356          | +49-07427                         | BL, HCH                   | 4,54 km²   | 400        | 31/12/2015      | 88,11   |
| Dormettingen            | Commune                       | 1                                   | Anton Müller                      | 72358          | +49-07427                         | BL, HCH                   | 6,55 km²   | 1 069      | 31/12/2015      | 163,21  |
| Dotternhausen           | Commune                       | 1                                   | Monique Adrian                    | 72359          | +49-07427                         | BL, HCH                   | 10,00 km²  | 1 835      | 31/12/2015      | 183,50  |
| Geislingen              | Ville                         | 3                                   | Oliver Schmid                     | 72351          | +49-07428 et +49-07433            | BL, HCH                   | 31,95 km²  | 5 910      | 31/12/2015      | 184,98  |
| Grosselfingen           | Commune                       | 1                                   | Franz Josef Möller (CDU)          | 72415          | +49-07476                         | BL, HCH                   | 16,15 km²  | 2 161      | 31/12/2015      | 133,81  |
| Haigerloch              | Ville                         | 9                                   | Heinrich Götz                     | 72401          | +49-07474                         | BL, HCH                   | 76,45 km²  | 10 488     | 31/12/2015      | 137,19  |
| Hausen am Tann          | Commune                       | 1                                   | Heiko Lebherz                     | 72361          | +49-07436                         | BL, HCH                   | 8,49 km²   | 480        | 31/12/2015      | 56,54   |
| Hechingen               | Ville                         | 9                                   | Dorothea Bachmann                 | 72379          | +49-07471 et +49-07477            | BL, HCH                   | 66,44 km²  | 18 971     | 31/12/2015      | 285,54  |
| Jungingen               | Commune                       | 1                                   | Harry Frick (CDU)                 | 72417          | +49-07477                         | BL, HCH                   | 9,33 km²   | 1 349      | 31/12/2015      | 144,59  |
| Meßstetten              | Commune                       | 7                                   | Frank Schroft (CDU)               | 72469          | +49-07431, +49-07436 et +49-07579 | BL, HCH                   | 76,82 km²  | 12 665     | 31/12/2015      | 164,87  |
| Nusplingen              | Commune                       | 1                                   | Jörg Alisch                       | 72362          | +49-07429                         | BL, HCH                   | 20,75 km²  | 1 750      | 31/12/2015      | 84,34   |
| Obernheim               | Commune                       | 1                                   | Josef Ungermann                   | 72364          | +49-07436                         | BL, HCH                   | 15,02 km²  | 1 413      | 31/12/2015      | 94,07   |
| Rangendingen            | Commune                       | 3                                   | Johann Widmaier                   | 72414          | +49-07471                         | BL, HCH                   | 21,67 km²  | 5 168      | 31/12/2015      | 238,49  |
| Ratshausen              | Commune                       | 1                                   | Heiko Lebherz                     | 72365          | +49-07427                         | BL, HCH                   | 5,77 km²   | 758        | 31/12/2015      | 131,37  |
| Rosenfeld               | Ville                         | 7                                   | Thomas Miller                     | 72348          | +49-07428                         | BL, HCH                   | 51,11 km²  | 6 433      | 31/12/2015      | 125,87  |
| Schömberg               | Commune                       | 2                                   | Karl-Josef Sprenger               | 72355          | +49-07427                         | BL, HCH                   | 23,27 km²  | 4 647      | 31/12/2015      | 199,70  |
| Straßberg               | Commune                       | 2                                   | Markus Zeiser                     | 72458 et 72479 | +49-07434                         | BL, HCH                   | 24,90 km²  | 2 478      | 31/12/2015      | 99,52   |
| Weilen unter den Rinnen | Commune                       | 1                                   | Gerhard Reiner                    | 72367          | +49-07427                         | BL, HCH                   | 3,08 km²   | 603        | 31/12/2015      | 195,78  |
| Winterlingen            | Commune                       | 2                                   | Michael Maier                     | 72474          | +49-07434 et +49-07577            | BL, HCH                   | 50,64 km²  | 6 386      | 31/12/2015      | 126,11  |
| Zimmern unter der Burg  | Commune                       | 1                                   | Elmar Koch                        | 72369          | +49-07427                         | BL, HCH                   | 5,05 km²   | 475        | 31/12/2015      | 94,06   |
| Zollernalb              | 25 Communes                   |                                     |                                   |                |                                   | 917,72 km²                | 188 595    | 31/12/2015 | 205,50          |         |